# Temporada 1985-86 de los Portland Trail Blazers
La temporada 1985-86 fue la deciomosexta de los Portland Trail Blazers en la NBA. La temporada regular acabó con 40 victorias y 41 derrotas, ocupando el sexto puesto de la conferencia Oeste, clasificándose para los playoffs, en los que cayeron en primera ronda ante los Denver Nuggets.

## Elecciones en elDraft
| Ronda | Puesto | Jugador           | Posición  | Nacionalidad   | Universidad              |
| ----- | ------ | ----------------- | --------- | -------------- | ------------------------ |
| 1     | 24     | Terry Porter      | Base      | Estados Unidos | Wisconsin–Stevens Point* |
| 2     | 25     | Mike Smrek        | Pívot     | Estados Unidos | Clemson                  |
| 2     | 39     | George Montgomery | Ala-Pívot | Estados Unidos | Illinois                 |
| 3     | 61     | Perry Young       | Base      | Estados Unidos | Virginia Tech            |

## Temporada regular
| División Pacífico        | División Pacífico | División Pacífico | División Pacífico | División Pacífico | División Pacífico | División Pacífico | División Pacífico | División Pacífico |
| Equipo                   | G                 | P                 | %                 | PD                | Casa              | Fuera             | Div               |                   |
| ------------------------ | ----------------- | ----------------- | ----------------- | ----------------- | ----------------- | ----------------- | ----------------- | ----------------- |
| y-Los Angeles Lakers     | 62                | 20                | .756              | –                 | 35–6              | 27–14             | 23–7              |                   |
| x-Portland Trail Blazers | 40                | 42                | .488              | 22                | 27–14             | 13–28             | 18–12             |                   |
| Phoenix Suns             | 32                | 50                | .390              | 30                | 23–18             | 9–32              | 16–14             |                   |
| Los Angeles Clippers     | 32                | 50                | .390              | 30                | 22–19             | 10–31             | 10–20             |                   |
| Seattle SuperSonics      | 31                | 51                | .378              | 31                | 24–17             | 7–34              | 11–19             |                   |
| Golden State Warriors    | 30                | 52                | .366              | 32                | 24–17             | 6–35              | 12–18             |                   |

## Playoffs

### Primera ronda
Denver Nuggets vs. Portland Trail Blazers 
| Fecha       | Partido                                        | Ciudad   |
| ----------- | ---------------------------------------------- | -------- |
| 18 de abril | Denver Nuggets 133, Portland Trail Blazers 126 | Denver   |
| 20 de abril | Denver Nuggets 106, Portland Trail Blazers 108 | Denver   |
| 22 de abril | Portland Trail Blazers 104, Denver Nuggets 115 | Portland |
| 24 de abril | Portland Trail Blazers 112, Denver Nuggets 116 | Portland |
|             | Denver Nuggets gana las series 3-1             |          |

## Estadísticas
| Rk | Jugador           | Edad | P  | PT | MP   | TC  | TCI  | %TC  | T3  | T3I | %T3  | TL  | TLI | %TL  | RO  | RD  | RT  | AS  | RB  | TAP | BP  | FP  | PTS  |
| -- | ----------------- | ---- | -- | -- | ---- | --- | ---- | ---- | --- | --- | ---- | --- | --- | ---- | --- | --- | --- | --- | --- | --- | --- | --- | ---- |
| 1  | Kiki Vandeweghe   | 27   | 79 | 76 | 35.3 | 9.1 | 16.9 | .540 | 0.0 | 0.1 | .125 | 6.6 | 7.6 | .869 | 1.2 | 1.6 | 2.7 | 2.4 | 0.7 | 0.2 | 2.2 | 2.0 | 24.8 |
| 2  | Clyde Drexler     | 23   | 75 | 58 | 34.3 | 7.2 | 15.2 | .475 | 0.2 | 0.8 | .200 | 3.9 | 5.1 | .769 | 2.3 | 3.3 | 5.6 | 8.0 | 2.6 | 0.6 | 3.8 | 3.6 | 18.5 |
| 3  | Mychal Thompson   | 31   | 82 | 78 | 31.3 | 6.1 | 12.3 | .498 | 0.0 | 0.0 |      | 2.4 | 3.8 | .641 | 2.2 | 5.2 | 7.4 | 2.1 | 0.9 | 0.4 | 2.4 | 3.3 | 14.7 |
| 4  | Sam Bowie         | 24   | 38 | 34 | 29.8 | 4.4 | 9.1  | .484 | 0.0 | 0.0 |      | 3.0 | 4.2 | .708 | 2.4 | 6.2 | 8.6 | 2.6 | 0.6 | 2.5 | 2.3 | 3.7 | 11.8 |
| 5  | Kenny Carr        | 30   | 55 | 31 | 28.3 | 4.2 | 8.5  | .498 | 0.0 | 0.1 | .000 | 2.7 | 3.9 | .687 | 2.7 | 6.3 | 8.9 | 1.3 | 0.7 | 0.5 | 1.9 | 3.7 | 11.1 |
| 6  | Darnell Valentine | 26   | 28 | 27 | 26.2 | 3.3 | 7.4  | .447 | 0.0 | 0.1 | .333 | 2.5 | 3.6 | .710 | 0.7 | 1.9 | 2.6 | 5.0 | 1.8 | 0.0 | 2.1 | 2.8 | 9.1  |
| 7  | Jim Paxson        | 28   | 75 | 31 | 25.7 | 5.0 | 10.6 | .470 | 0.3 | 0.8 | .323 | 2.9 | 3.3 | .889 | 0.6 | 1.4 | 2.0 | 3.7 | 1.3 | 0.1 | 1.5 | 2.1 | 13.1 |
| 8  | Steve Colter      | 23   | 81 | 51 | 23.1 | 3.4 | 7.4  | .456 | 0.3 | 1.0 | .325 | 1.7 | 2.0 | .823 | 0.5 | 1.7 | 2.2 | 3.2 | 1.4 | 0.1 | 1.4 | 2.3 | 8.7  |
| 9  | Caldwell Jones    | 35   | 80 | 19 | 18.0 | 1.6 | 3.2  | .496 | 0.0 | 0.1 | .000 | 1.6 | 1.9 | .827 | 1.3 | 3.1 | 4.4 | 0.9 | 0.5 | 0.8 | 1.3 | 3.1 | 4.7  |
| 10 | Jerome Kersey     | 23   | 79 | 2  | 15.4 | 3.3 | 5.9  | .549 | 0.0 | 0.1 | .000 | 2.0 | 2.9 | .681 | 1.7 | 2.0 | 3.7 | 1.1 | 1.1 | 0.4 | 1.4 | 2.6 | 8.5  |
| 11 | Terry Porter      | 22   | 79 | 3  | 15.4 | 2.7 | 5.7  | .474 | 0.2 | 0.5 | .310 | 1.6 | 2.0 | .806 | 0.4 | 1.0 | 1.5 | 2.5 | 1.0 | 0.0 | 1.3 | 1.7 | 7.1  |
| 12 | Ken Johnson       | 23   | 64 | 0  | 12.7 | 1.8 | 3.3  | .528 | 0.0 | 0.0 |      | 0.6 | 1.3 | .435 | 1.4 | 2.4 | 3.8 | 0.3 | 0.2 | 0.3 | 0.9 | 2.3 | 4.1  |
| 13 | Brian Martin      | 23   | 5  | 0  | 2.8  | 0.4 | 1.0  | .400 | 0.0 | 0.0 |      | 0.0 | 0.4 | .000 | 0.0 | 0.0 | 0.0 | 0.0 | 0.0 | 0.0 | 0.0 | 1.0 | 0.8  |

## Galardones y récords
| Jugador       | Galardón |
| Clyde Drexler | All-Star |